# Norbert Kubát
Norbert Kubát (12. března 1863, Uhlířské Janovice – 4. prosince 1935, Plzeň) byl český sbormistr, varhaník, houslista a hudební skladatel.

## Život
V dětském věku se učil hře na housle a na klavír. V roce 1879 byl přijat na pražskou varhanickou školu. Absolvoval v roce 1882 a nastoupil vojenskou službu. Stal se prvním houslistou a zástupcem kapelníka vojenské hudby. Po ukončení vojenské služby byl ředitelem kůru a učitelem hudby v Kolíně. Kromě toho byl sbormistrem pěveckých sdružení Dobroslav a Dobromila.
V roce 1894 přišel do Plzně, kterou již do své smrti neopustil. Byl ředitelem kůru v katedrále svatého Bartoloměje a sbormistrem plzeňského Hlaholu. V rámci Hlaholu byl založen komorní sbor nejlepších zpěváků jako tzv. Pařížský odbor. Ten, pod Kubátovým vedením, v roce 1900 zvítězil na soutěžích v Paříži a v Bruselu. Hlahol dovedl na tak vysokou úroveň, že si mohl dovolit nastudovat i největší díla světové kantátové literatury. Uvedl v Plzni např. Dvořákovu Svatou Ludmilu a Svatební košile, Haydnovo Stvoření světa, Stabat mater dolorosa Josefa Bohuslava Foerstera, Bouři Vítězslava Nováka i 9. symfonii Ludwiga van Beethovena. Vystupoval nejen jako sbormistr a dirigent, ale i jako houslista a člen komorních souborů (Plzeňské klavírní trio). Hlahol vedl do roku 1914, ale i poté zůstal jeho čestným členem.
V roce 1920 založil další pěvecký soubor Čech a v roce 1925 s ním zvítězil na soutěži pořádané u příležitosti 25. výročí trvání spolku Smetana.
I v jeho působení jako regenschoriho v kostele sv. Bartoloměje bylo velmi přínosné pro plzeňský kulturní život. Do repertoáru neváhal zařazovat i hudbu současných skladatelů a prováděl také velká chrámová díla ve spolupráci s členy Hlaholu a divadelními a vojenskými orchestry. Kromě toho v kostele pořádal i koncerty vážné hudby mimo bohoslužby.
Komponoval především chrámovou hudbu, která se však u posluchačů setkala s příznivým přijetím a byla hrána i v kostelech mimo Plzeň.
Jeho syn, Norbert (1891–1966), se stal významným houslistou a hudebním pedagogem.

## Dílo

### Chrámová hudba
- Mše A dur pro ženské hlasy

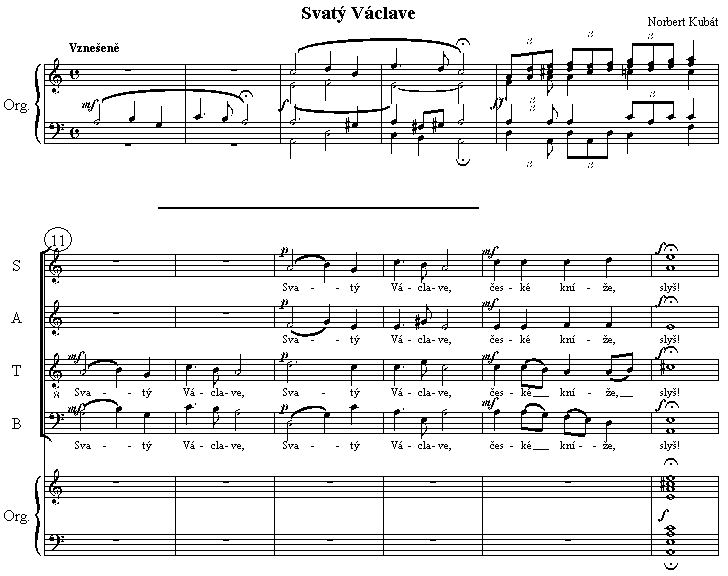
Notový záznam hymnu ke sv. Václavu

- Missa Sti. Norberti pro smíšený sbor a varhany (1898)
- Mše D dur pro smíšený sbor a varhany (1902)
- Mše F dur Jubilaei solemnis pro smíšený sbor a varhany
- Missa E dur solemnis pro smíšený sbor a varhany nebo orchestr
- Missa Sti. Bartholomaei pro smíšený sbor a varhany nebo orchestr
- Missa Brevis pro smíšený sbor a varhany
- Missa Sti Francisci pro smíšený sbor a capella
- Mše česká pro mužské hlasy
- Requiem
- Stabat Mater
- Te Deum pro smíšený sbor a varhany
- Ecce sacerdos magnus pro smíšený sbor
- Svatý týden pro malé kůry, sbírka trojhlasých a čtyřhlasých sborů
- 7 Pange lingua pro smíšený sbor
- 7 Offertorií pro mužský sbor
- 3 antiphony (Grates nunc omnes redamus, Regina coeli, Ave regina coelorum)
- Čtyři smuteční sbory pro mužský sbor
- Litanie k sv. Josefu
- Tři smuteční sbory pro mužský sbor
- Čtyři svatební sbory pro mužský sbor
- Zdrávas Královno pro smíšený sbor
- Zdrávas Maria pro soprán smíšený sbor a varhany
- Buď věčně s námi pro mužský sbor
- Svatý Václave
- Oslavná kantáta k miléniu sv. Václava

### Varhany
- 250 krátkých předeher a meziher (1899)
- Dva sešity praeludií pro varhany
- Průvod varhan k novému plzeňskému kancionálu

### Světské skladby
- Písni česká, mužský sbor
- 5 mužských sborů ve 2 sešitech
- 10 mužských sborů
- Slovanská lípa pro mužský sbor
- Tři mužské sbory
- Na Plzeň, slavnostní mužský sbor
- Ukolébavka a Vzpomínka pro housle s klavírem
- Slavnostní pochod pro klavír
- Československý zpěvník dvouhlasý
- Tvůrcům naší hymny (melodram, 1934)